# پیام

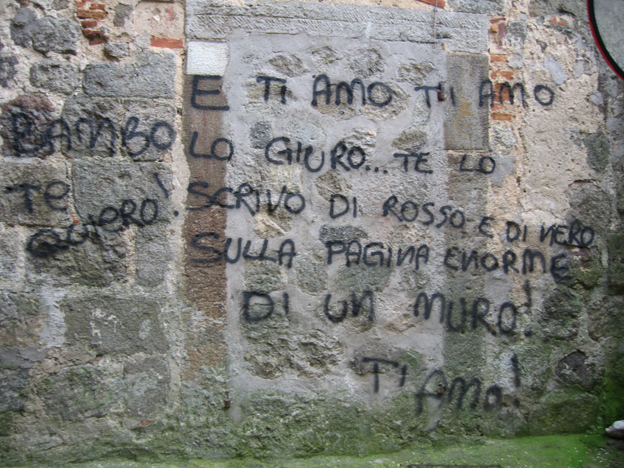
پیام‌های عاشقانه به شکل دیوارنوشته در ایتالیا

پِیام یا پِیغام یک حجم کران‌دار از اطلاعات است که از یک فرستنده به یک گیرنده فرستاده می‌شود. پیام‌ها عاملا دارای معنا هستند و از کدها، نویسه‌ها یا اشاره‌ها تشکیل می‌شوند.
به‌طور معمول میان زمان تنظیم و ارسال پیام و دریافت آن از سوی گیرنده یک فاصله زمانی وجود دارد. در بسیاری موارد، فرستنده از این که آیا گیرنده، پیام او را دریافت خواهد کرد و زمان این دریافت کِی خواهد بود اطمینان کامل ندارد.
در نوعی از ارتباط که ارتباط تعاملی نامیده می‌شود، گیرندهٔ پیام می‌تواند در انتخاب و هدایت پیامی که قرار است دریافت کند تأثیر بگذارد.
روش‌های متعددی برای ارسال پیام وجود دارد. در قدیم بیشتر پیام‌ها به‌وسیله پیک‌ها یا پرنده‌های نامه‌رسان فرستاده می‌شد. امروزه می‌توان پیام‌ها را از راه‌های الکترونیک با تلفن، اینترنت، ایمیل، پیام‌رسانی فوری و دیگر راه‌ها ارسال کرد.
امروزه همچنین امکان ضبط پیام‌ها و خواندن و شنیدن مکرر آن‌ها وجود دارد. در تلفن‌ها این‌کار از طریق پیام‌گیر انجام می‌شود.
به پیام کوچک به صورت یک نوشته متنی که توسط تلفن همراه و سامانه مخابرات سیار ارسال شود پیامک می‌گویند.
امروزه به سامانه‌ای است که اطلاعات مورد نیاز روزانه از قبیل کالاها و ساعات پرواز هواپیماها و اخبار مهم سیاسی و اجتماعی را به صورت نوشته، بر روی صفحهٔ تلویزیون ظاهر کند پیام‌نما گفته می‌شود.
به پیام‌ها و خبرهای خوش مژده می‌گویند.

## پیام‌های ممنوع
در کشورهای گوناگون بر پایه قانون آن کشور ارسال دسته‌ای از پیام‌ها ممنوع اعلام شده‌است.
در ایران بنا بر «آیین‌نامه ارائه خدمات پیام چندرسانه‌ای» ارسال این نوع از پیام‌های چندرسانه‌ای، ممنوع اعلام شده‌است:
- پیام حاوی اطلاعات طبقه‌بندی شده.
- پیام حاوی اطلاعاتی که موجب خدشه‌دار شدن امنیت ملی شود.
- پیام حاوی اطلاعات حریم خصوصی اشخاص حقیقی و حقوقی دیگر بدون رضایت آن‌ها.
- ارسال یا انتشار ویروس، نرم‌افزارهای مخرب، کرم و هرزنامه از طریق شبکه.
- پیام مستهجن و خلاف شئون اسلامی-ایرانی.
- پیام تهدیدآمیز.
- پیامی که موجب تخریب یا هتک حرمت اشخاص حقیقی و حقوقی شود.